# Tipula brevicoma
Tipula brevicoma är en tvåvingeart som beskrevs av Alexander 1944. Tipula brevicoma ingår i släktet Tipula och familjen storharkrankar. Inga underarter finns listade i Catalogue of Life.